# Franz Andreas Ebenhöch
Franz Andreas Ebenhöch (* 20. Dezember 1789 in Würzburg; † 16. Dezember 1857 ebenda) war Weingrosshändler und Magistratsrat in Würzburg sowie von 1837 bis 1843 Politiker im Königreich Bayern.
Johann Andreas Ebenhöch war ein Sohn des Weingroßhändlers Wilhelm Jeremias Ebenhöch (1749–1809) und dessen Ehefrau Maria Elisabeth Wiesen (1762–1800), aus Zell und Enkel des Fürstbischöflichen Geheimrats Johann Wilhelm Ebenhöch und dessen Ehefrau Barbara Hamburger. Ebenhöch war ein wohlhabender Realitätenbesitzer, Privatier, zählte zu den reichsten Bürgern der Stadt Würzburg und war Magistratsrat der Stadt.
Er war zunächst als Weingroßhändler in Würzburg tätig, führte ein Wappen mit einem Pegasus, heiratete Christine Josefa Hofmann, aus Volkach am Main und bekam mit ihr zwei Söhne und drei Töchter.
Von 1837 bis 1843 war Ebenhöch Mitglied der bayerischen Kammer der Abgeordneten und der Ständeversammlung. Er wurde als „halbgebildeter Mann“ und politisch „der Regierung treu ergeben“ beschrieben. 1857 starb er fast 68-jährig als Privatier in Würzburg an einem Schlaganfall.